# حرفه

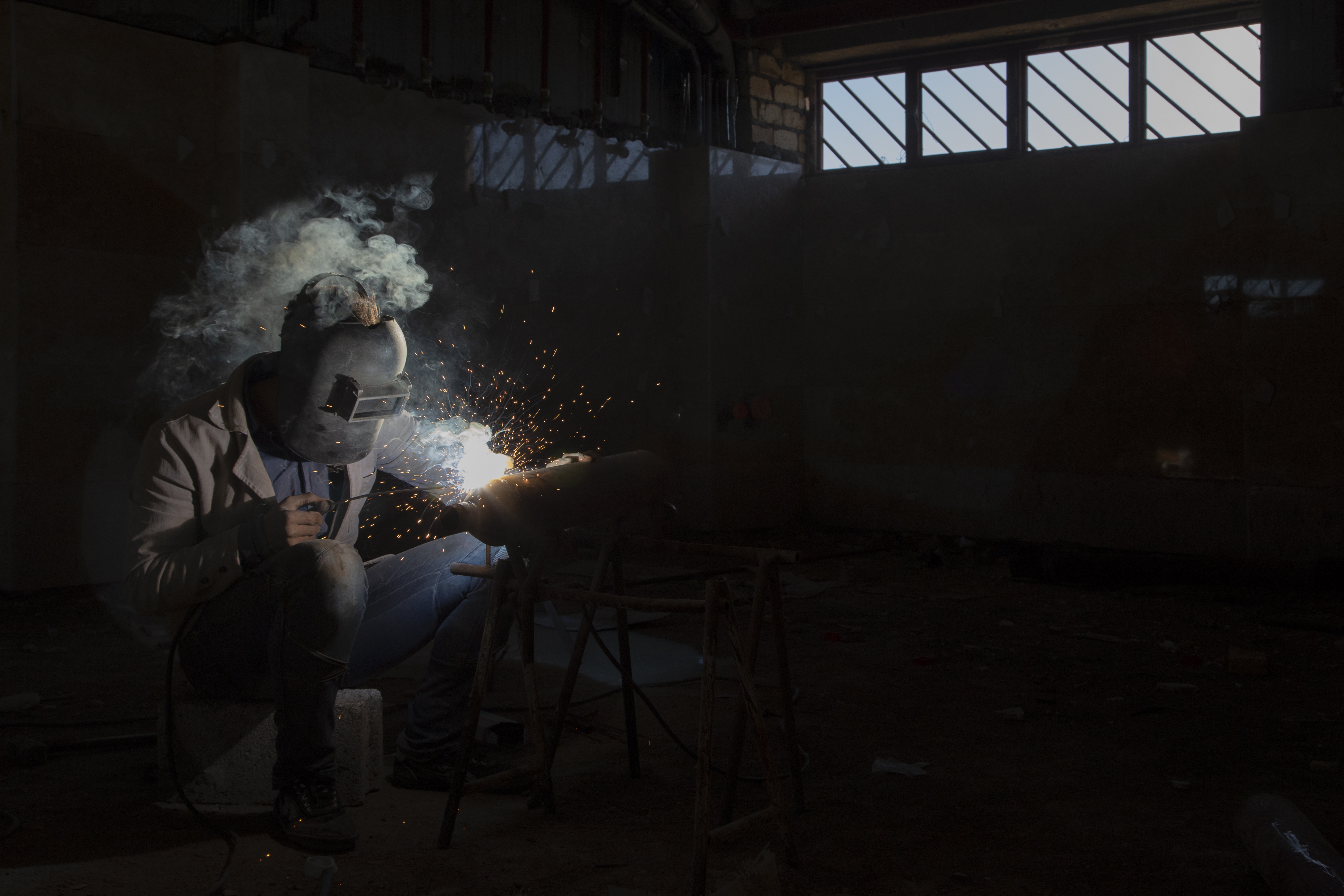
یک آهنگر در حال جوشکاری

حرفه به موضوع کاربردی و کارشناسی یک شغل گفته می‌شود که پیرامون آن امکان آموزش تخصصی و ایجاد کسب و کار وجود دارد. حرفه‌ها معمولاً دارای آموزش تکمیلی و دانشگاهی در موضوع خود هستند. هدف حرفه‌ها ارائه خدمات و تولید است.
در گذشته بیشتر سه حرفه پزشکی، روحانیت و حقوق به عنوان حرفه شناخته می‌شدند اما در حال حاضر بیشتر رشته‌های دانشگاهی حرفه مستقل خود را دارا هستند. از مشخصات یک حرفه، می‌توان به موارد زیر اشاره کرد:
1. امکان اشتغال تمام‌وقت
2. دارا بودن رشته دانشگاهی و آموزش کلاسیک دانشگاهی
3. دارا بودن انجمن‌ها و صنف‌های حرفه‌ای مربوط به آن

وقتی به خدمت یا توصیه خاصی نیاز داریم و از دانش و مهارت مربوط به آن حوزه بی‌بهره هستیم، به سراغ گروه‌های از افراد می‌رویم که تشکیل دهنده آن حرفه هستند و با آن‌ها مشاوره می‌کنیم. ابوت در مقاله‌ای به عنوان «نظام حرفه‌ها» که به عنوان یکی از بهترین فعالیت‌های انجام شده در تعریف حرفه شناخته می‌شود، حرفه‌ای‌سازی را به عنوان تلاشی مستمر برای نظام مند کردن قلمرو خاصی معرفی می‌کند. به اعتقاد وی این قلمرو بین گروه‌های مختلفی در یک بازی مجموع صفر در حال رقابت است. البته اگر چه هیچ حرفه‌ای نمی‌تواند به‌طور کامل از مرزهای خود محافظت کند، اما در مورد ورود سایر حرفه‌ها به حوزه خود می‌تواند محدودیت‌های مشخصی را وضع کند. مشاغلی وجود دارد که دارای جایگاه یک حرفه کلاسیک می‌باشد. در بین این مشاغل می‌توان به پزشکی، وکالت و حسابداری اشاره نمود. این مشاغل حرفه‌های کلاسیک محسوب می‌شوند، چرا که می‌توانند بر دور حوزه مشخصی از دانش و مهارت‌های خاصی حصاری را بکشند که به صورت اجتماعی و اقتصادی به آن ارزش بدهند.